# Serginho Herval
Sérgio Herval Hollanda de Lima (Río de Janeiro, 3 de febrero de 1958) es un baterista brasileño que forma parte de Roupa nova.

## Instrumentos
- Batería Gretsch
- Mini-kit Gretsch
- palos VIC-FIRTH modelo 5A;
- baqueta Paiste
- escobillas DOLPHIN modelo Plástico & Aço;
- guitarra TAKAMINE modelo JUMBO.

## Historia
Comenzó a tocar la batería cuando era chico, a los 5 años de edad, con latas improvisadas. Con un poco más de 12 años, paso a tocar en bailes. en el final de la década de 1970, tocaba en una banda llamada A Bolha, que llegó a tocar con Erasmo Carlos. Mientras tocaba, descubrió que le gustaba cantar también, tomando gusto de su canto. grabó 2 canciones, donde una de ellas, Meu Pensamento É Você, entró en la novela Pecado Rasgado. durante la grabación de ese compacto, conoció a algunos integrantes de Os Famks, donde posteriormente fue invitado a entrar, en el año 1978. Actualmente, tiene diferentes trabajos paralelos de Roupa nova en música Gospel.
Debido al inmenso trabajo de tocar la batería , Serginho tuvo una lesión en la columna llamada Hernia discal , pero eso no le impide seguir tocando.

## Dentro de Roupa Nova
Responsable de tocar músicas. además de eso, interpretó diversas canciones como vocalista principal, algunas clásicas como Anjo, Dona, Seguindo No Trem Azul, , A Força do Amor, A Viagem, Amor de Índio, entre otras. también hizo composiciones como Cristina, Tímida, Sonho e Filhos.

## composiciones
- Alguém no meu Lugar.................composición: Serginho – Nando - (Vida Vida - 1994)
- Brisa da Manhã............................composición: Serginho - Renato Ladeira - (Roupa Nova - 1982)
- Camaleão....................................composición: Serginho - Ricardo Feghali - (Luz - 1988)
- Cristina........................................composición: Serginho - Ricardo Feghali - (Herança - 1987)
- Demônio do Meio Dia...................composición: Ricardo Feghali - Serginho - Marcio Borges - (Roupa Nova (1982) - 1982)
- Dia Vai, Dia Vem..........................Composição: Serginho – Nando - (6/1 - 1996)
- Do Bem........................................Composição: Serginho - Ronaldo Bastos - (6/1 - 1996)
- E você o que é que faz?..............composición: Serginho - Ricardo Feghali - (Roupa Nova (1985) - 1985)
- Falar dos Meus País.....................composición: Serginho - Ricardo Feghali - (6/1 - 1996)
- Faz a Minha Cabeça.....................composición: Ricardo Feghali - Serginho - Ronaldo Bastos - (Roupa Nova (1982) - 1982)
- Filhos...........................................composición: Serginho - Nando – Nilson - (Luz - 1988)
- Mágica ........................................composición: Serginho – Nando - (Herança - 1987)
- Não dá Pra Ser Feliz....................composición: Serginho – Nando - (Através dos Tempos - 1997)
- Retratos Rasgados......................composición: Ricando Feghali/Kiko/Nando/Serginho - (RoupaAcústico 2 – 2006)
- Só Você e Eu...............................composición: Serginho – Paulinho - (Luz - 1988)
- Sonho..........................................composición: Serginho – Nando - (Roupa Nova (1985) - 1985)
- Tímida.........................................composición: Cleberson Horsth/Serginho/Calos Colla - (Roupa Nova (1984) - 1984)
- Um Toque...................................composición: Serginho - Ricardo Feghali - (Herança - 1987)
- Vira de Lado...............................composición: Ricardo Feghali - Serginho - Mariozinho Rocha - (Roupa Nova (1982) - 1982)
- Mais Feliz.................................composición: Serginho - Feghali - (Roupa Nova em Londres - 2009)